# Jannes van der Wal
Jannes van der Wal (né le 12 novembre 1956 à Driezum, mort le 24 septembre 1996 à Groningue) est un damiste néerlandais qui a remporté le championnat du monde en 1982. Il a aussi remporté le championnat des Pays-Bas de dames (en) quatre fois en 1981, 1984, 1985 et 1987. Il a également pratiqué les échecs. Il a été détenteur du record de la partie simultanée contre le plus d'adversaires de 1984 à 2006, en ayant affronté 225 joueurs en même temps.
Jannes van der Wal est mort d'une leucémie en 1996.